# Districtul Famagusta
Districtul Famagusta (greacă Αμμόχωστος, turcă Gazimağusa) este unul dintre cele șase districte ale Ciprului. Marea majoritate a districtului este controlată de Republica Turcă a Ciprului de Nord, cu excepția unei mici porțiuni din partea de sud, lângă baza britanică din Dhekelia care este controltaă de administrația în exil a districtului Famagusta. 